# Häfen Seelze
Die Häfen Seelze umfassen mehrere Länden, zwei Yachthäfen und einen Betriebshafen auf dem Gebiet der Stadt Seelze in der Region Hannover, Niedersachsen.

## Geographie
- Karte mit allen Koordinaten:
- OSM |
- WikiMap

Die Kanalhäfen Seelzes liegen an acht räumlich getrennten Standorten, nördlich, südlich und westlich ringsum des Ortskernes, allesamt auf einer Höhe von 50,3 m ü. NN an der Bundeswasserstraße Mittellandkanal (MLK) und am Stichkanal Hannover-Linden (SKL). Unmittelbar östlich der Lände Seelze Nord überquert der Mittellandkanal in zwei mächtigen Trogbrücken die Leine. Zu dieser besteht über den vom Stichkanal Hannover-Linden abzweigenden Verbindungskanal zur Leine südöstlich von Seelze eine schiffbare Verbindung.
| Lage: Gewässer – km | Hafen:          | Beschreibung        | Kailänge                               | Ausstattung |
| ------------------- | --------------- | ------------------- | -------------------------------------- | --- |
| MLK 147,7 Nord      | Lände ⊙         | Lände Gümmer        | 1.400 m, geböscht                      | Poller, Lagerplatz 1.250 m², 10 Liegeplätze für die Berufsschifffahrt                                                 |
| MLK 149,2 Süd       | Lände ⊙         | ESSO-Lände Lohnde   | 195 m, geböscht                        | Bunkerlände mit Versorgungssteg und Dalben (Diesel, Frischwasser, Getränke, Bootszubehör)                             |
| MLK 150,3 Nord      | Hafen + Lände ⊙ | WSA-Hafen           | 218 m, Kaimauern + 85 + 185 m geböscht | Hafenbecken 110 × 25 m, Außenlände des WSA Braunschweig, ASt. Lohnde                                                  |
| MLK 151,3 Süd       | Lände ⊙         | Lände Seelze Nord   | 150 m Kaimauer auf Böschung            | Kranbrücke, Mobilbagger, Hallen- und Freilagerflächen, Pumpen, Pipelines, Tanks, Bahnanschluss (bei Honeywell Chemie) |
| SKL 0,7 Nord        | Lände ⊙         | Yachthafen Lohnde   | Steganlagen                            | ehemaliger Werfthafen, 50 Wasserliegeplätze, Trockenliegeplätze, Slipanlage, Kran, Wasser, Sanitär, Gastronomie       |
| SKL 2,1 Nord        | Lände ⊙         | Yachthafen Seelze   | Steganlagen                            | 25-t-Portalkran, Slipstelle, Mobilkran 4 t, 80 Wasserliegeplätze, Winterlager, Wasser, Sanitär, Gastronomie           |
| SKL 5,7 Nord        | Lände ⊙         | Ölhafen Letter      | 135 m, geböscht                        | Versorgungssteg, Pumpen, Pipelines, Tanks, Freilagerflächen                                                           |
| SKL 6,2 Nord        | Lände ⊙         | Hafen Seelze-Letter | 135 m, gespundet                       | Mobilkran, Freilagerflächen, Bahnanschlüsse bis auf den Kai                                                           |

## Geschichte
Bereits zur karolingischer Zeit war die Leine ein wichtiger Handelsweg. Es wurde gerudert, gestakt, getreidelt und auch gesegelt sowie die Fischerei betrieben. Alte Urkunden aus dieser Zeit belegen dies. Bis ins 19. Jahrhundert wurde auch in erheblichen Umfang geflößt und mit Dampfschiffe gefahren.
Im Zeitraum 1907 bis 1912 wurden der Mittellandkanal und der Stichkanal Hannover-Linden bei Seelze gebaut. Bereits 1915 gab es drei Ladestellen am Mittellandkanal und derer fünf am Stichkanal Hannover-Linden. Der Durchstich des Kanales der den durchgängigen Betrieb zwischen der Weser und der Ems ermöglichte, erfolgte schließlich 1916, zur Leine hin 1917. Die Länden in Letter waren von Anfang an mit Bahnanschlüssen ausgestattet. An den Häfen siedelte sich trotz des Ersten Weltkrieges und der Weltwirtschaftskrise schnell Industrie an und auch eine Werft entstand.
Als sich kriegsbedingt im Zweiten Weltkrieg die Riedel-de Haën AG in Seelze ansiedelte, wurde 1943 auch an der Nordlände Seelze ein Bahnanschluss hergestellt.
In den 1960er Jahren erfolgte im Zuge von Ertüchtigungs- und Ausbauarbeiten des Kanales eine Modernisierung der Umschlagstellen, zum Teil veränderte sich auch deren Lage und Nutzung. Aus der Ladestelle Seelze Ost wurde der Yachthafen, später wurde auch der Werfthafen Lohnde zum Yachthafen umgewidmet. Diese Häfen wurden den zeitgemäßen Anforderungen für Gütermotorschiffe nicht mehr gerecht, leisten aber mit den bereits vorhandenen Ausstattungen der Ausflugs- und Freizeitschifffahrt weiterhin gute Dienste.
Weitere Ausbauarbeiten wurden in den frühen 1980er Jahren durchgeführt. Das Sicherheits-Sperrtor bei Lohnde wurde um 200 m versetzt komplett neu gebaut, der WSA-Hafen entstand und die Leinequerung erhielt eine zweite, breitere Fahrrinne (Neue Fahrt).
Im Februar 2015 ereignete sich an der Brücke beim Yachthafen Seelze ein tödlicher Unfall auf einem Schubboot.

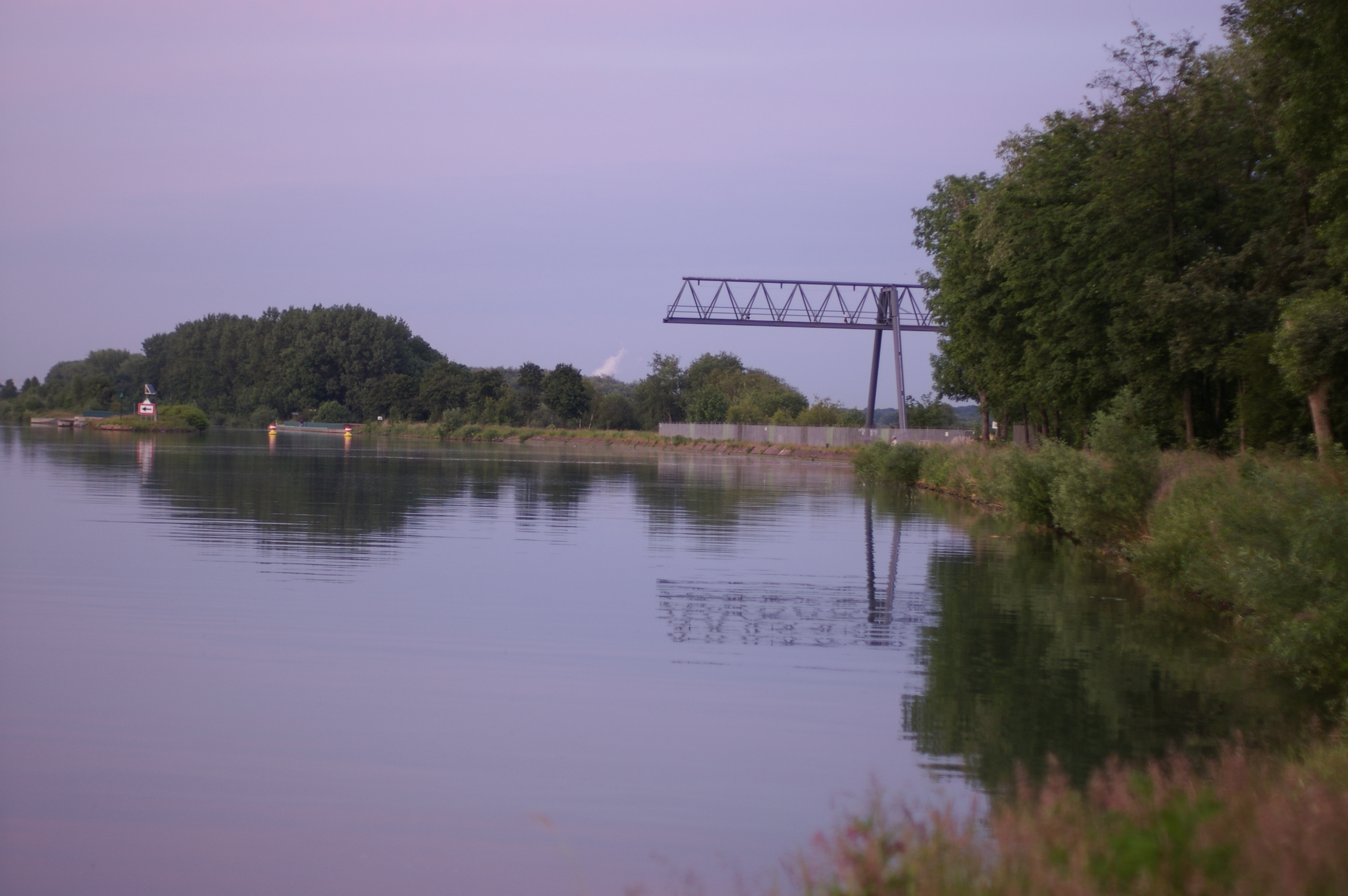
Chemie-Lände Honeywell

## Gewerbe und Infrastruktur
Heute bestehen die Häfen Seelzes aus etlichen Standorten, deren Einrichtungen den jeweiligen Zwecken speziell angepasst sind, und jeweils eigene Betreiber haben. Außer den Liegeplätzen bei Gümmer befindet sich am Kanalabzweig eine Bunkerstelle in Lohnde. Für Betriebsmittel- und Arbeitsboote hat sich das Wasserstraßen- und Schifffahrtsamt Braunschweig 1986 in Lohnde eine Außenstelle eingerichtet und einen eigenen kleinen Hafen gebaut.

Der ehemalige Werfthafen Lohnde und die Ladestelle Seelze Ost sind heute gut ausgestattete Yachthäfen.

In Letter gibt es einen Ölhafen und gleich einige hundert Meter weiter den Stahlhafen mit eigenem Bahnanschluss.

Den Chemiehafen im Norden betreibt die Honeywell Specialty Chemicals Seelze, die ebenfalls über einen eigenen Bahnanschluss verfügt.

## Verkehr
Gemeindestraßen erschließen alle Hafenteile zur Bundesautobahn 2 hin. Die ÖPNV- oder Schienenverkehrsanbindungen sind ausgezeichnet. Am ehemaligen Werfthafen wird die Ausflugs- und Personenschifffahrt abgefertigt.